# 傑克斯伯勒 (德克薩斯州)
傑克斯伯勒（英語：Jacksboro）是一個位於美國德克薩斯州傑克縣的城市。根據2010年美國人口普查，該地共人口4511人，而該地的面積約為21.10平方千米。同時該地也是傑克縣的縣治。

## 地理
傑克斯伯勒的座標為33°13′24″N 98°09′39″W / 33.22333°N 98.16083°W，而該地的平均海拔高度為330米（即1083英尺）。